# 宇和島ユースホステル
宇和島ユースホステル（うわじまユースホステル）は日本ユースホステル協会に加盟している愛媛県のユースホステル。

## アクセス
- JR宇和島駅または宇和島バスセンターより徒歩30 - 40分 約2Km タクシーで約10分